# Évangélisme en Suisse
L'évangélisme en Suisse est un mouvement chrétien évangélique composé de plusieurs confessions, d'Églises et d’instituts de théologie évangélique en Suisse.

## Histoire

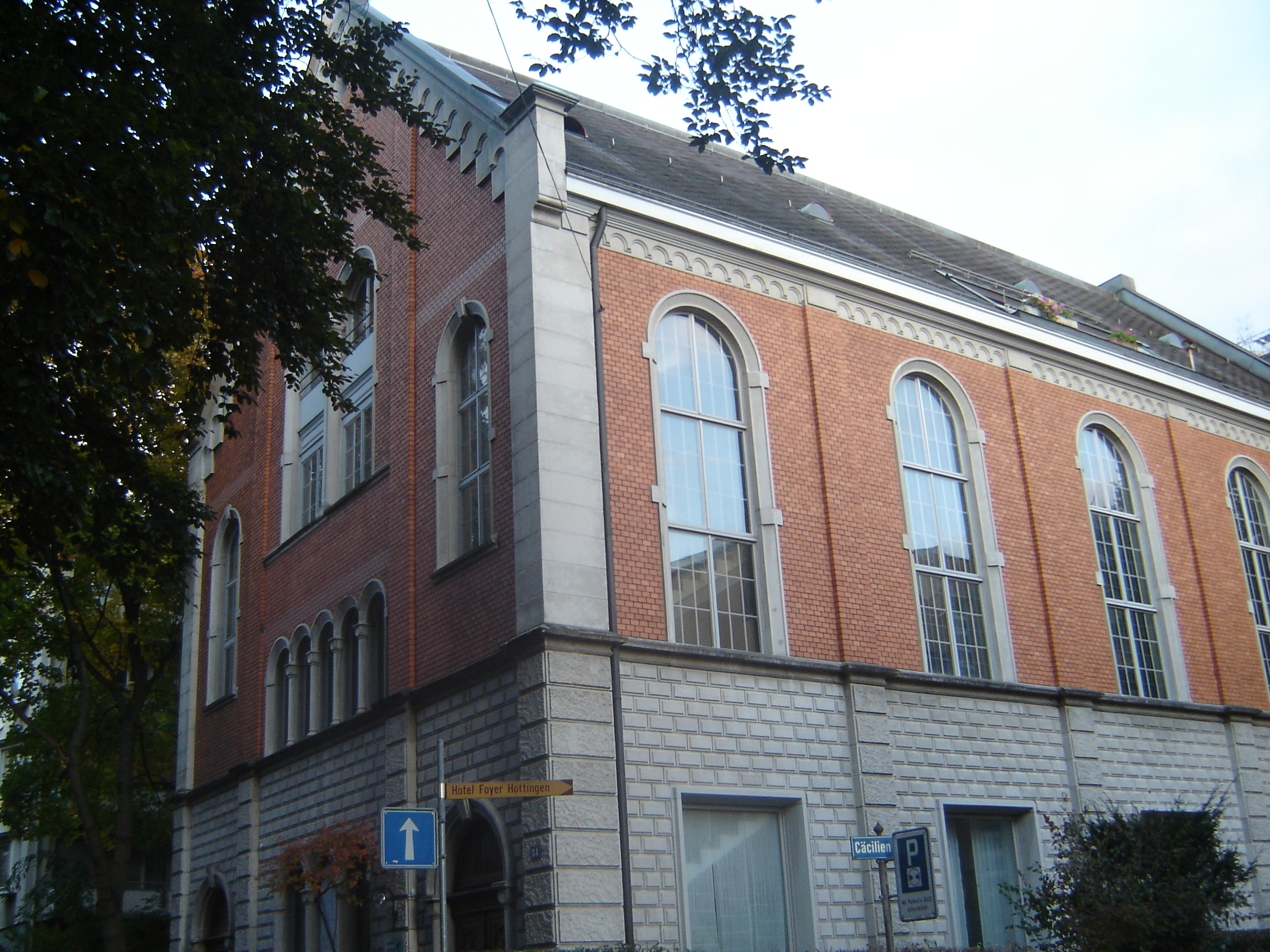
Église baptiste de Zurich, Fédération des Églises baptistes suisses.

Les racines du courant évangélique en Suisse remontent au XVIe siècle. L'Alliance Évangélique Romande (AER) a été fondée en 1847 à Genève par diverses confessions évangéliques. C'est Henry Dunant, fondateur de la Croix-Rouge, qui en est le premier secrétaire entre 1852 et 1859.
Des Églises évangéliques ont été accusées d'être des sectes, en raison de leurs positions en faveur de la séparation de l’Église et de l’État a contrario des Églises officielles, soit l'Église catholique romaine et les Églises évangéliques réformées . Cette séparation d'avec l'État a marqué, surtout au XIXe siècle, une certaine méfiance qui est restée marquée comme une empreinte jusqu'au XXIe siècle. L'intolérance qu'elles ont subie a provoqué, durant le XXe siècle, un repli sur elles-mêmes, les rendant un peu plus distantes encore du reste de la population suisse.
En 2006, l’Alliance Évangélique Romande et la Fédération Romande d’Églises et Œuvres Évangéliques fusionnent pour former le Réseau évangélique suisse.

## Statistiques

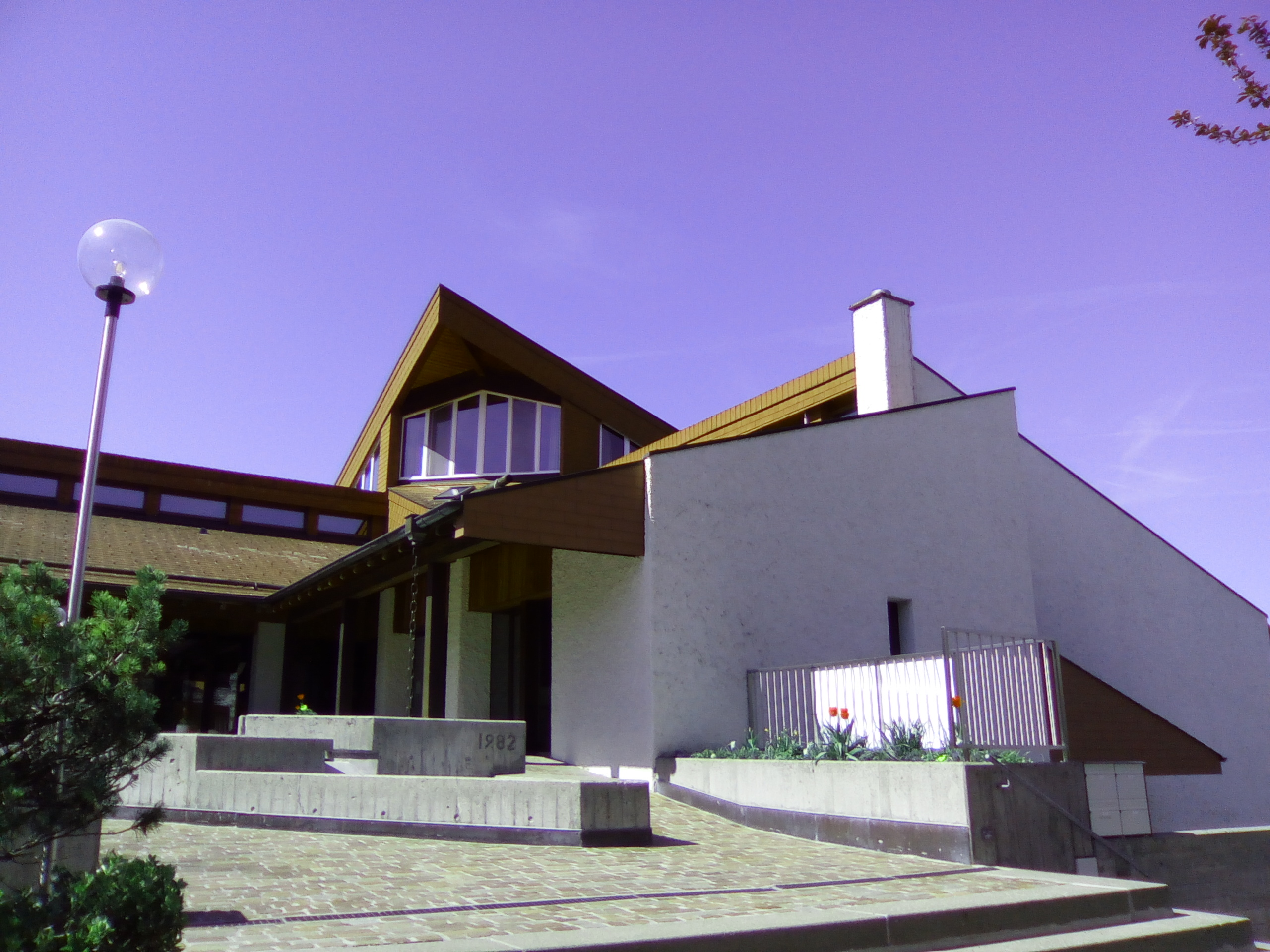
Église évangélique libre de Wetzikon, Fédération romande d'Églises évangéliques.

En 2006, on dénombre plus de 1 500 communautés évangéliques dans le pays. 1 000 d'entre elles sont attachées à l'une des 40 fédérations ou associations d'Églises. En 2014, 250 000 évangéliques sont recensés, ce qui représente 3 % de la population. 42 000 d'entre eux sont en Suisse romande.
Le nombre d'évangéliques en Suisse n'a de cesse d'augmenter. Selon l'office fédéral de la statistique, le nombre d'évangéliques en Suisse était de 36 945 en 1970. En 2000, 150 000 évangéliques sont recensés en Suisse, dont 136 000 dans le cadre d'une fédération et 20 000 dans des communautés indépendantes et ethniques. Ce qui faisait 2,2 % de la population suisse rattachée à une Église évangélique, toutes confessions confondues. Les Églises catholiques et réformées, elles, ont perdu de leur monopole.
La taille médiane des communautés évangéliques est de 80 participants réguliers. Un tiers des personnes qui se rendent à un office religieux en Suisse sont évangéliques, soit plus de 200 000 personnes par week-end.
En Suisse romande, plus de 300 communautés évangéliques sont présentes en 2014, pour une population de 2 millions d'habitants, soit environ une communauté pour 7 000 habitants. L'arrondissement du Jura bernois compte à lui seul près de 30 communautés, soit plus d'une communauté pour 2 000 habitants.
En 2023, le RES regroupait 11 confessions chrétiennes membres, 200 églises évangéliques, 80 organisations en Suisse romande.

## Écoles

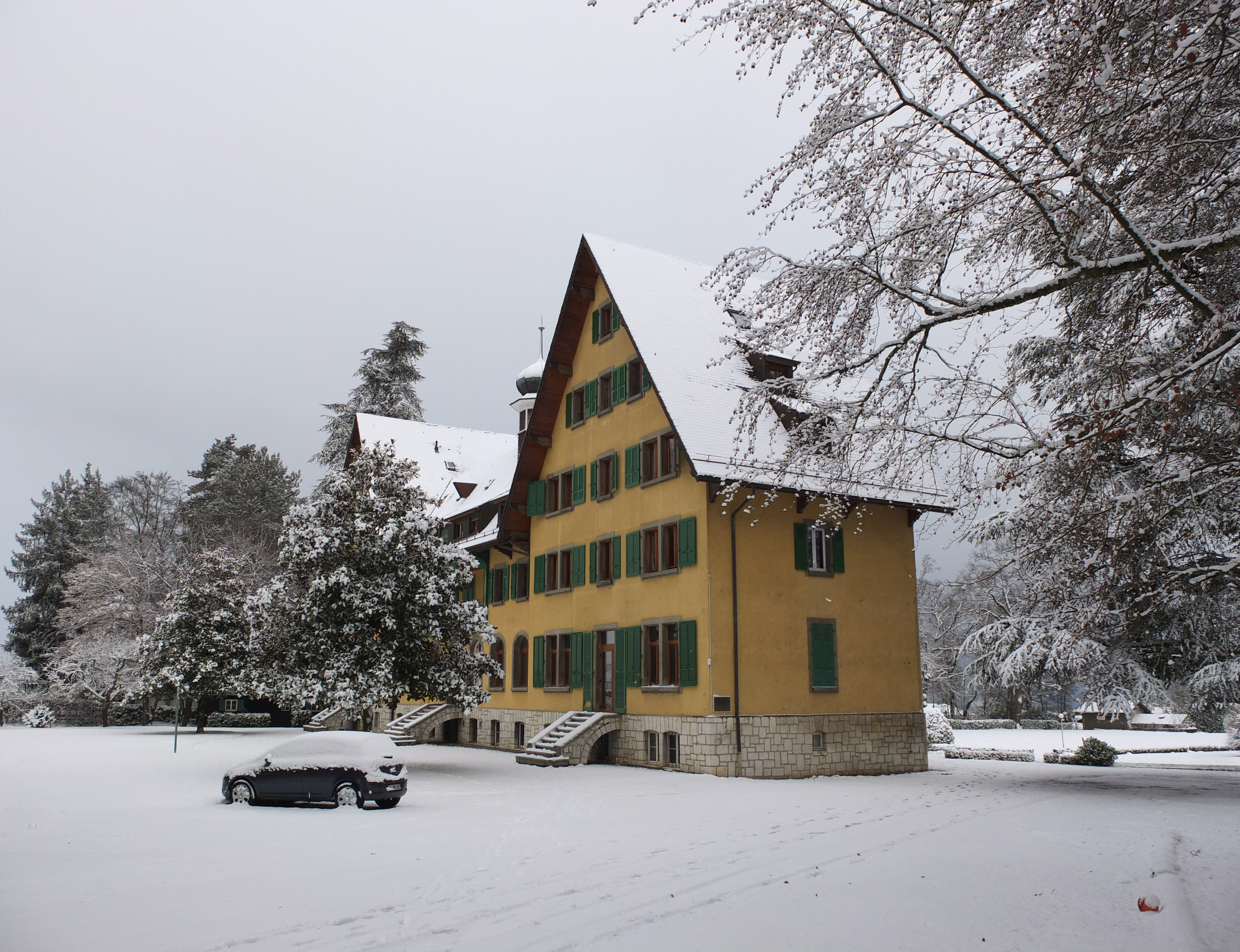
L'institut biblique de Genève.

L’Institut biblique de Genève a été fondé en 1928 par les Églises Action Biblique et Hugh Edward Alexander ,.

## Engagement politique
Sur le plan politique, les évangéliques défendent la liberté de conscience et la liberté de religion pour tous. Ils soutiennent le droit de chacun à exprimer et à partager sa foi publiquement ou en privé, dans le respect du choix d'autrui.
Traditionnellement situés à l'extrême-droite de l'échiquier politique, les évangéliques prétendent ne pas voter plus à un extrême ou à un autre et se situer dans la même moyenne que le reste de la population (la grande diversité au sein des évangéliques en serait la raison principale), ceci afin de recruter .
En Suisse, il existe deux partis politiques se fondant sur des valeurs évangéliques : le Parti évangélique suisse (PEV) fondé en 1919 dans le canton de Zurich et l'Union démocratique fédérale (UDF) fondé en 1975 .

## Dérives sectaires
Des Églises, principalement charismatiques, ont été confrontées à des dérives sectaires,. Dans les années 1970, Jean-Michel Cravanzola fonde le mouvement Jean-Michel et son équipe. En son sein, il y pratique une application ultra-rigoriste des évangiles et exige de ses membres une soumission totale et un dépouillement financier. En 1979, il est condamné par le tribunal correctionnel de Lausanne pour escroquerie en bande organisée. Néanmoins, son mouvement va perdurer jusqu'en 1992.

## Littérature
- Le phénomène évangélique, analyses d'un milieu compétitif, Jörg Stolz, Olivier Favre, Caroline Gachet, Emmanuelle Buchard, Labor et Fides, 2013.
- Les Églises évangéliques de Suisse, origines et identités, Olivier Favre, Labor et Fides, 2006.
- Qui sont les évangéliques? Petit lexique pour mieux comprendre cette branche du protestantisme, brochure éditée par le Réseau évangélique suisse, 2014.
- La foi d'Henry Dunant, par Thomas Hanimann, brochure éditée par le Réseau évangélique suisse, janvier 2011, Genève.
- Jean-François Mayer, L'évolution des chrétiens évangéliques et leur perception en Suisse romande (préface de Norbert Valley), Genève, Réseau Évangélique Suisse, 2016, 84 p.